# ديفيد فيفيان كوري
ديفيد فيفيان كوري هو عسكري كندي، ولد في 8 يوليو 1912 في Sutherland, Saskatoon ‏ في كندا، وتوفي في 20 يونيو 1986 في أوتاوا في كندا.